# غاز راس
غاز راس (نام علمی: Anser rossii)، که در گذشته Chen rossii نام داشت، غازی سفید با نوک بال‌های سیاه و گردن نسبتاً کوتاه است. این کوچک‌ترین غاز از سه گونه غاز سفیدی است که در آمریکای شمالی زادآوری می‌کنند. از نظر ظاهری شبیه به غاز برفی فاز سفید است، اما حدود ۴۰٪ کوچک‌تر است. از دیگر تفاوت‌های غاز برفی این است که نوک به نسبت بدنش کوچک‌تر است و «لب سیاه» ندارد. مانند غازهای برفی، غازهای راس ممکن است فاز یا ریخت «آبی» تیره‌تری را نشان دهند، اگرچه این بسیار نادر است (<۰٫۰۱٪ از پرندگان بالغ).
پیش از اوایل دهه ۱۹۰۰، این غاز به عنوان یک گونه کمیاب، احتمالاً به دلیل شکار آزاد در نظر گرفته می‌شد، اما تعداد آنها در نتیجه اقدامات حفاظتی به‌طور چشمگیری افزایش یافته است. در حال حاضر به عنوان گونه‌ای با کمترین نگرانی توسط IUCN، و توسط قانون پیمان پرندگان مهاجر محافظت می‌شود.
غاز راس به افتخار برنارد آر. راس (۱۸۲۷–۱۸۷۴)، که با شرکت خلیج هادسون در مناطق شمال غربی کانادا مرتبط بود، نام‌گذاری شده است. اعضای شرکت خلیج هادسون نخستین اروپاییانی بودند که در سال ۱۹۴۰ لانه‌های غازهای راس در شمالگان را کشف کردند. اولین توصیف قابل تشخیص از غازهای راس، تحت نام «موجی شاخدار» توسط کاشف ساموئل هرن هشتاد سال پیش از اینکه جان کاسین آن را به نام راس نام‌گذاری کند، ارائه شد.
اندازه‌گیری‌ها :
- نرها
  - طول: ۲۳٫۲–۲۵٫۲ اینچ (۵۹–۶۴ سانتی‌متر)
  - وزن: ۴۲٫۳–۵۵٫۳ اونس (۱۱۹۸–۱۵۶۷ گرم)
  - بال‌بازه: ۴۴٫۵–۴۵٫۷ اینچ (۱۱۳–۱۱۶ سانتی‌متر)
- ماده‌ها
  - طول: ۲۲٫۶–۲۴٫۴ اینچ (۵۷٫۳–۶۲ سانتی‌متر)
  - وزن: ۳۷٫۶–۵۱٫۳ اونس (۱۰۶۶–۱۴۵۴ گرم)

## آرایه‌شناسی
غازهای راس، همراه با دیگر «غازهای سفید» (یعنی غاز برفی، غاز شاهنشاه) در گذشته به سردهٔ غاز کبود وابستگی داشتند، با این حال، توالی ژنتیکی اخیر به این نتیجه رسیده است که این سرده با سردهٔ Anser چندتباری بوده است، جایی که بیشتر آرایه‌شناسان اکنون غاز راس و متحدانش را در آن قرار می‌دهند.
اعضای سردهٔ Chen در سال ۲۰۱۶ در فهرست جهانی پرندگان کمیته بین‌المللی پرنده‌شناسی نسخه ۶٫۳ به‌طور رسمی به Anser منتقل شدند.

## زیستگاه
چشم‌انداز در قطب شمال تحت تسلط دشت‌های مسطح با برخی رخنمون‌های سنگی و تپه یخچالی، چمنزار خیس و توندراهای باتلاقی است. پوشش گیاهی شامل تکه‌هایی از توس کوتوله، بید، علف‌ها، خارخاک، و گیاهان آوندی کم‌رشد از جمله کرابری، رز لاپلند و شپش است. کلنی‌های بزرگ پرندگان لانه‌ساز می‌توانند با چرای بی‌رویه به گیاهان آسیب زیادی وارد کنند.

## رفتار
غازهای راس در جزایری در دریاچه‌های کم‌عمق و سرزمین اصلی مجاور، کلنی‌های لانه‌سازی بزرگی را تشکیل می‌دهند و لانه‌هایی را روی زمین می‌سازند که از شاخه‌ها، برگ‌ها، علف، خزه و چمن تشکیل شده است. ماده‌ها به‌طور میانگین ۴ تخم در هر دسته‌تخم می‌گذارند و لانه را برای ۲۱ تا ۲۳ روز جوجه‌کشی می‌کنند.
یک مطالعه بر روی نمونه‌برداری زمینی در امتداد رودخانه مک کانل در ساحل غربی خلیج هادسون جمعیتی در حدود ۸۱۰۰۰ غاز راس را گزارش کرد.
این پرندگان تا میانهٔ اکتبر از مناطق لانه‌سازی خود در کانادا مهاجرت می‌کنند، احتمالاً در پاسخ به غذای محدود پیش از شروع دمای انجماد، و بازگشت خود را از میانهٔ آوریل تا می آغاز می‌کنند.
مانند بیشتر غازها، آنها چرندگانی هستند که از علف‌ها، جگن‌ها و دانه‌های ریز تغذیه می‌کنند. آنها اغلب در گله‌های بزرگ آمیخته با غازهای برفی چرا می‌کنند.

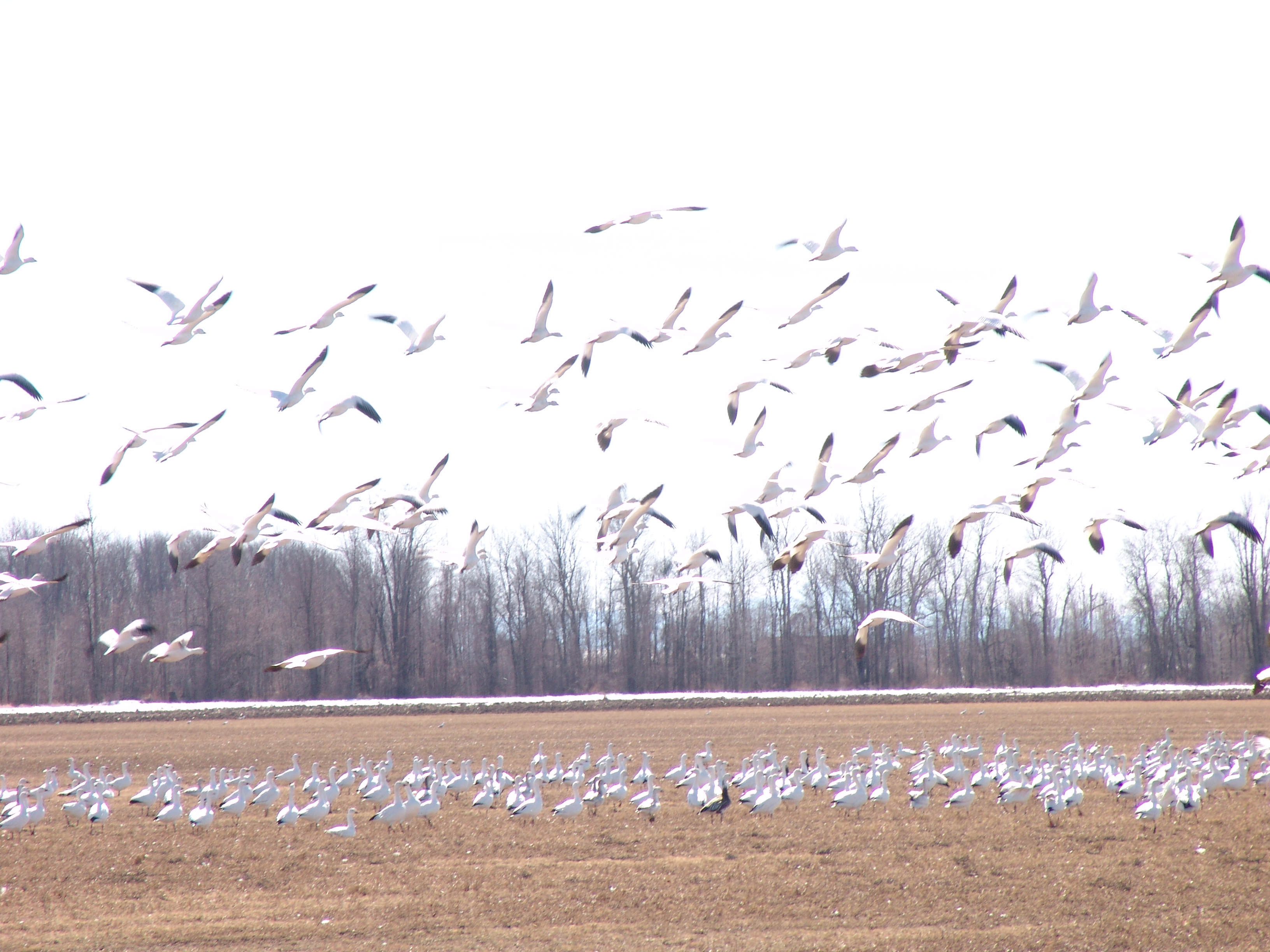
کلنی غاز راس در پناهگاه ملی حیات وحش میسیسکوی

## حفاظت و مدیریت
شمار پرندگان لانه‌ساز در خلیج ملکه مود در آغاز دهه ۱۹۵۰، به دلیل تیراندازی و تله‌گذاری گسترده و فروش بعدی آنها در بازارهای کالیفرنیا به کمترین میزان خود یعنی ۲۰۰۰ تا ۳۰۰۰ رسید شکار غازهای راس در سال ۱۹۳۱ در ایالات متحده غیرقانونی شد. هنگامی که جمعیت در مناطق زمستان‌گذرانی دوباره روند افزایشی را آغاز کرد، شکار محدود معرفی شد. امروزه، غاز راس تحت قانون پیمان پرندگان مهاجر محافظت می‌شود.